# روغن نخل
روغن نخل یا روغن پالم گونه‌ای روغن گیاهی خوراکی است که از مغز میوه نخل روغنی استخراج می‌شود. به‌کارگیری روغن نخل برای تولید سوخت گیاهی از چند سال گذشته، موجب افزایش تقاضای جهانی و در نتیجه افزایش قیمت آن شده‌است. کشور مالزی بزرگ‌ترین تولیدکننده روغن نخل در جهان است. که گونه درجه یک آن روغن نخل elaeisguineesis آفریقایی و به میزان کمتر روغن نخل oleiferaelaeis آمریکایی است.
رنگ روغن نخل در حالت طبیعی، به علت مقدار بالای بتاکاروتن، قرمز است. به همین علت، روغن هستهٔ نخل با روغن هستهٔ دیگر میوه‌های مشابه اشتباه نمی‌شود. تفاوت‌ها در رنگ (روغن هستهٔ پالم خام فاقد کروتنوئید است و قرمز نیست) و در مقدار چربی اشباع شده‌است، در حالی که روغن قشر میانی میوه خرما ۴۱٪ اشباع است و روغن هسته خرما و نارگیل ۸۱٪ و ۸۶٪ اشباع هستند.
روغن نارگیل همراه با روغن خرما یکی از معدود چربی‌های گیاهی بسیار اشباع شده‌است که در دمای اتاق نیمه جامد است که شامل چندین چربی اشباع و غیر اشباع به صورت گلیسیرین (۰٫۱٪اشباع) و میرستات (۱٪ اشباع) و پالمیتات (۴۴٪ اشباع) و استئارات (۵٪اشباع) و اولئات و لینولئات و آلفا لینولئیک می‌باشد.
مانند همه روغن‌های گیاهی روغن نخل حاوی کلسترول نیست، اگرچه مصرف چربی اشباع شده کلسترول LDL و HDL را افزایش می‌دهد.
روغن نخل یک ماده رایج برای پخت‌وپز در کمربند استوایی، آفریقا، آسیای جنوب شرقی و بخش‌هایی از برزیل است. در دیگر نقاط جهان برای پایین آوردن هزینه‌ها در صنایع غذایی تجاری و پایداری بالا اکسیداتیو (اشباع) محصول پالایش‌شده برای سرخ کردن هم استفاده می‌شود. روغن نخل به عنوان یک جایگزین مناسب برای چربی‌های ترانس یافت شده‌است. با این حال مطالعاتی در سال ۲۰۰۹ انجام شد که نشان داد ممکن است روغن نخل جایگزین مناسبی (به دلیل داشتن چربی‌های ترانس) برای افراد با سطح بالای LDL نباشد. استفاده از روغن نخل نگرانی‌هایی را برای گروه‌های فعال محیط زیست نیز ایجاد کرده‌است. میزان بسیار روغن‌ها در درختان باعث جذب سرمایه‌گذاران برای سوددهی شده‌است که این منجر به از میان رفتن جنگل‌های اندونزی به منظور ایجاد فضا برای کشت خالص روغن خرما شده‌است؛ و این باعث از میان رفتن میزان قابل‌توجهی از زیستگاه اورانگوتان شده به‌ویژه دو گونه اورانگوتان سوماترایی که در معرض انقراض قرار گرفته‌اند.
در سال ۲۰۰۴ برای رسیدگی به این نگرانی‌ها میزگردی تحت عنوان RSPO برای کار با صنعت روغن نخل تشکیل شد. علاوه بر این در سال ۱۹۹۲ در پاسخ به نگرانی در مورد جنگل زدایی دولت مالزی متعهد به افزایش محدودیت مزارع روغن نخل با حفظ حداقل نیمی از زمین کشور به عنوان پوشش جنگلی شده‌است.

## تاریخچه
استفاده بشر از روغن نخل به بیش از ۵۰۰۰ سال می‌رسد در اواخر ۱۸۰۰ باستان شناسان یک ماده‌ای را کشف کردند و به این نتیجه رسیدند که روغن نخل اصلی در یک قبر به قدمت ۳۰۰۰ سال قبل از میلاد وجود دارد. اعتقاد بر این است که بازرگانان غرب روغن نخل را به مصر می‌آوردند. روغن نخل guineensis elaeis به مدت طولانی در غرب و کشورهای آفریقای مرکزی به رسمیت شناخته شده و به‌طور گسترده‌ای به عنوان روغن پخت‌وپز استفاده می‌شود. تجار اروپایی گاهی با غرب آفریقا برای خرید روغن پالم پخت‌وپز تجارت می‌کنند.
روغن نخل یک کالای بسیار متداول برای تجار بریتانیایی است. به عنوان روان‌کننده‌های صنعتی برای ماشین آلات در طول انقلاب صنعتی بریتانیا استفاده می‌شده. روغن نخل اساس تشکیل محصولات صابونی مثل: اهرم برادران (در حال حاضر یونیلور)، صابون سان لایت و برند پالمولیو آمریکا است. در حدود سال ۱۸۷۰ صادرات اولیه روغن نخل از برخی از کشورهای غرب آفریقا مانند غنا و نیجریه صورت گرفت. اگر چه این کار از کاکائو در سال ۱۸۸۰ پیشی گرفته بود.

## مواد تشکیل‌دهنده غذا
بسیاری از غذاهای فرآوری شده حاوی روغن نخل هستند. سازمان پژوهش‌های کشاورزی وزارت کشاورزی ایالات متحده (USDA) می‌گوید که روغن پالم یک جایگزین سالم برای چربی‌های ترانس نیست.

## مقایسه با دیگر روغن‌ها[۴]
| روغن‌های گیاهی                        | روغن‌های گیاهی      | روغن‌های گیاهی              | روغن‌های گیاهی                  | روغن‌های گیاهی                  | روغن‌های گیاهی                  | روغن‌های گیاهی     | روغن‌های گیاهی                       |
| نوع                                  | اسید چرب اشباع شده | اسیدهای چرب اشباع نشده منو | اسیدهای چرب اشباع نشده چندگانه | اسیدهای چرب اشباع نشده چندگانه | اسیدهای چرب اشباع نشده چندگانه | اسید اولئیک (ω-۹) | نقطه دود                            |
| نوع                                  | اسید چرب اشباع شده | اسیدهای چرب اشباع نشده منو | کل چندگانه                     | آلفا لینولنیک اسید (ω-۳)       | اسید لینولئیک (ω-۶)            | اسید اولئیک (ω-۹) | نقطه دود                            |
| غیر هیدروژنه کردن                    | غیر هیدروژنه کردن  | غیر هیدروژنه کردن          | غیر هیدروژنه کردن              | غیر هیدروژنه کردن              | غیر هیدروژنه کردن              | غیر هیدروژنه کردن | غیر هیدروژنه کردن                   |
| ------------------------------------ | ------------------ | -------------------------- | ------------------------------ | ------------------------------ | ------------------------------ | ----------------- | ----------------------------------- |
| کانولا (کلزا)                        | ۷٫۳۶۵              | ۶۳٫۲۷۶                     | ۲۸٫۱۴۲                         | ۹-۱۱                           | ۱۹-۲۱                          | —                 | ۴۰۰ درجه فارنهایت (۲۰۴ درجه سلسیوس) |
| روغن نارگیل                          | ۹۱٫۰۰              | ۶٫۰۰۰                      | ۳٫۰۰۰                          | —                              | ۲                              | ۶                 | ۳۵۰ درجه فارنهایت (۱۷۷ درجه سلسیوس) |
| روغن ذرت                             | ۱۲٫۹۴۸             | ۲۷٫۵۷۶                     | ۵۴٫۶۷۷                         | ۱                              | ۵۸                             | ۲۸                | ۴۵۰ درجه فارنهایت (۲۳۲ درجه سلسیوس) |
| روغن پنبه‌دانه                        | ۲۵٫۹۰۰             | ۱۷٫۸۰۰                     | ۵۱٫۹۰۰                         | ۱                              | ۵۴                             | ۱۹                | ۴۲۰ درجه فارنهایت (۲۱۶ درجه سلسیوس) |
| روغن بزرک                            | ۶–۹                | ۱۰–۲۲                      | ۶۸–۸۹                          | ۵۶–۷۱                          | ۱۲–۱۸                          | ۱۰–۲۲             | ۲۲۵ درجه فارنهایت (۱۰۷ درجه سلسیوس) |
| روغن زیتون                           | ۱۴٫۰۰              | ۷۲٫۰۰                      | ۱۴٫۰۰                          | <1.۵                           | ۹–۲۰                           | —                 | ۳۸۰ درجه فارنهایت (۱۹۳ درجه سلسیوس) |
| روغن نخل                             | ۴۹٫۳۰۰             | ۳۷٫۰۰۰                     | ۹٫۳۰۰                          | —                              | ۱۰                             | ۴۰                | ۴۵۵ درجه فارنهایت (۲۳۵ درجه سلسیوس) |
| روغن بادام زمینی                     | ۱۶٫۹۰۰             | ۴۶٫۲۰۰                     | ۳۲٫۰۰۰                         | —                              | ۳۲                             | ۴۸                | ۴۳۷ درجه فارنهایت (۲۲۵ درجه سلسیوس) |
| روغن گلرنگ (>۷۰% اسید لینولئیک)      | ۸٫۰۰               | ۱۵٫۰۰                      | ۷۵٫۰۰                          | —                              | —                              | —                 | ۴۱۰ درجه فارنهایت (۲۱۰ درجه سلسیوس) |
| گلرنگ (اولیک بالا)                   | ۷٫۵۴۱              | ۷۵٫۲۲۱                     | ۱۲٫۸۲۰                         | —                              | —                              | —                 | ۴۱۰ درجه فارنهایت (۲۱۰ درجه سلسیوس) |
| روغن سویا                            | ۱۵٫۶۵۰             | ۲۲٫۷۸۳                     | ۵۷٫۷۴۰                         | ۷                              | ۵۰                             | ۲۴                | ۴۶۰ درجه فارنهایت (۲۳۸ درجه سلسیوس) |
| روغن آفتابگردان (>۶۰% اسید لینولئیک) | ۱۰٫۱۰۰             | ۴۵٫۴۰۰                     | ۴۰٫۱۰۰                         | ۰٫۲۰۰                          | ۳۹٫۸۰۰                         | ۴۵٫۳۰۰            | ۴۴۰ درجه فارنهایت (۲۲۷ درجه سلسیوس) |
| روغن آفتابگردان (اولیک بالا)         | ۹٫۸۵۹              | ۸۳٫۶۸۹                     | ۳٫۷۹۸                          | —                              | —                              | —                 | ۴۴۰ درجه فارنهایت (۲۲۷ درجه سلسیوس) |
| هیدروژنه کردن کامل                   |                    |                            |                                |                                |                                |                   |                                     |
| روغن پنبه‌دانه                        | ۹۳٫۶۰۰             | ۱٫۵۲۹                      | .۵۸۷                           |                                | .۲۸۷                           |                   |                                     |
| روغن نخل                             | ۴۷٫۵۰۰             | ۴۰٫۶۰۰                     | ۷٫۵۰۰                          |                                |                                |                   |                                     |
| روغن سویا (هیدروژنه)                 | ۲۱٫۱۰۰             | ۷۳٫۷۰۰                     | .۴۰۰                           | .۰۹۶                           |                                |                   |                                     |
| عددها بر پایه (%) وزن کلی چربی است.  |                    |                            |                                |                                |                                |                   |                                     |

## روغن پالم
روغن پالم از اسیدهای چرب و گلیسیرین مثل همه چربی‌ها تشکیل شده‌است. بر خلاف تمام چربی‌ها اسیدهای چرب اشباع فراوانی دارد که در دمای اتاق جامد هستند. روغن پالم اسم خود را از پالمیتیک اسید (همان اسید چرب اشباع c16) گرفته‌است. اسید اوئیک اشباع شده نیز تشکیل دهنده روغن نخل است.
روغن نخل خام قسمت اعظمی از منابع طبیعی Tocotrienol و بخشی از خانواده Uite است.
به گفتهٔ سازمان بهداشت جهانی شواهد قانع‌کننده‌ای وجود دارد که نشان می‌دهد مصرف پالمیتیک اسید احتمال ابتلا به بیماری‌های قلبی و عروقی را افزایش می‌دهد؛ بنابراین آن را به عنوان اسیدهای چرب ترانس در طبقه‌بندی قرار می‌دهند. چربی‌های ترانس نیز در دمای اتاق جامد هستند. غلظت تقریبی اسیدهای چرب در روغن پالم در جدول زیر ذکر شده‌است:
| اسیدهای چرب موجود در روغن پالم                                 | اسیدهای چرب موجود در روغن پالم | اسیدهای چرب موجود در روغن پالم | اسیدهای چرب موجود در روغن پالم | اسیدهای چرب موجود در روغن پالم |
| -------------------------------------------------------------- | ------------------------------ | ------------------------------ | ------------------------------ | ------------------------------ |
| نوع اسید چرب                                                   | نوع اسید چرب                   |                                | درصد موجود                     | درصد موجود                     |
| Myristic saturated C14                                         | Myristic saturated C14         |                                | ۱٫۰٪                           | ۱٫۰٪                           |
| پالمیتیک اسید                                                  | پالمیتیک اسید                  |                                | ۴۳٫۵٪                          | ۴۳٫۵٪                          |
| Stearic saturated C18                                          | Stearic saturated C18          |                                | ۴٫۳٪                           | ۴٫۳٪                           |
| Oleic monounsaturated C18                                      | Oleic monounsaturated C18      |                                | ۳۶٫۶٪                          | ۳۶٫۶٪                          |
| Linoleic polyunsaturated C18                                   | Linoleic polyunsaturated C18   |                                | ۹٫۱٪                           | ۹٫۱٪                           |
| Other/Unknown                                                  | Other/Unknown                  |                                | ۵٫۵٪                           | ۵٫۵٪                           |
| black: Saturated; grey: Monounsaturated; blue: Polyunsaturated |                                |                                |                                |                                |

## روغن نخل قرمز
روغن نخل قرمز نام خود را از مشخصه قرمز تیره رنگ که از کاروتنوئیدها مثل آلفا کاروتن، B کاروتن، لیکوین گرفته‌است. مانند مواد طبیعی مثل گوجه فرنگی، هویج و دیگر میوه‌ها و سبزی‌ها که سرشار از رنگ هستند.
روغن پالم قرمز حاوی حداقل ۱۰ گونه کاروتنوئید دیگر به همراه توکوفرون‌ها و (اعضای خانواده uite 10 OQ)، فیتوسروت‌ها و گلیکولیپیدها است. در یک مطالعه حیوانی در سال ۲۰۰۷ دانشمندان در آفریقای جنوبی دریافتند که مصرف روغن نخل قرمز در یک رژیم غذایی پر کلسترول به‌طور قابل توجهی موجب کاهش فسفوریلاسیون p38.map در قلب موش صحرایی می‌شود. در اواسط ۱۹۹۰ روغن پالم قرمز که سرد شده و در بطری ریخته شده بود به عنوان روغن پخت‌وپز استفاده می‌شد. و در سس مخلوط می‌شد همچنین به عنوان روغن سالاد استفاده می‌شد.
آنتی‌اکسیدان‌های روغن پالم قرمز مثل توکوتری نولز و کاروتنوئیدها به دلیل خواص درمانی که ادعا می‌شد به مواد غذایی و لوازم آرایش اضافه می‌گردید. مطالعاتی که در سال ۲۰۰۹ میزان انتشار اکرول را آزمایش کرد. نشان داد که یک محصول سمی و بد بود حاصل از تجزیه گلیسرول از قسمت عمیق سرخ کردن سیب زمینی در روغن پالم قرمز و زیتون و روغن آفتابگردان اشباع نشده حاصل می‌شود. این مطالعات نشان داد که بالاترین میزان انتشار acrolein از روغن آفتابگردان اشباع شده (دانشمندان روغن قرمز پالم را به عنوان اشباع نشدهٔ تک زنجیره‌ای monounsaturated مشخص کرده‌اند) و پایین‌تر از آن پالم و روغن زیتون است. سازمان بهداشت جهانی میزان قابل مصرف acrolein از راه دهان را دوز/mg 5/7 در هر kg از وزن بدن تثبیت کردند. اگر چه acrolein در سرخ کردن به وجود می‌آید میزان آن تنها چند میکروگرم در هر کیلوگرم می‌باشد. مطالعاتی در سال ۲۰۱۱ نشان داد احتمال به خطر انداختن سلامتی توسط acrolein در غذا کم است.

## روغن خرما پالایش‌شده
پس از آسیاب کردن، محصولات مختلف پالم با استفاده از فرایندهای پالایش ساخته می‌شود. اول جزء به جزء است. به همراه تبلور و فرایندهای جداسازی برای به دست آوردن قسمت جامد (استئارین) ذرات مایع (اولئین) سپس ذوب و جداسازی صمغ و حذف ناخالصی است؛ بنابراین روغن در این حالت فیلتر و سفید شده‌است. پالایش فیزیکی شامل حذف بو و رنگ برای تولید روغن پالم پالایش‌شده و سفید شده و بدون بو می‌باشد. RBDPO و اسیدهای چرب آزاد در ساخت پودر لباس‌شویی ساخت صابون و دیگر محصولات استفاده می‌شود. RBDPO اساس ساخت روغن پالم جامد در بازار کالا جهان است. بسیاری از شرکت‌ها به‌طور جداگانه برای تولید روغن پالم اولئین برای پخت‌وپز یا برای دیگر تولیدات اقدام کردند.

## دیگر کاربردها
کره جایگزین: بسیاری از غذاهای فراوری شده به عنوان یک جزء ترکیبی حاوی روغن خرما هستند. در بالاترین درجهٔ اشباع طبیعی، روغن پالم در دمای اتاق در مناطق معتدله جامد است؛ و این باعث می‌شود که یک جایگزین مناسب و ارزان برای کره در محل‌هایی که استفاده از چربی جامد مطلوب است باشد. مانند ساخت خمیر شیرینی و غذاهای پخته: در این مورد این محصول از دیگر جایگزین‌های چربی ترانس نیمه هیدروژنه خطر کمتری برای سلامتی دارد.

## اسیدهای چرب
چربی‌ها و روغن‌ها به وسیله هیدرولیز یا تحت شرایط اولیه صابون‌سازی محصول اسیدهای چرب، با گلیسیرین «گلیسرول» به عنوان یک محصول جانبی از هم جدا می‌شوند. بسته به گونه روغن یا چربی اسیدهای چرب به انواع مختلفی در طول زنجیره کربنی از C4 تا C18 تقسیم می‌شوند.

## سوخت زیستی
روغن نخل را می‌توان به عنوان بیودیزل (سوخت زیستی) که آن هم معمولاً به عنوان روغن پالم متیل استر شناخته شده‌است استفاده کرد. روغن پالم متیل استر از طریق یک فرایند به نام تبادل استری ایجاد شده‌است.
سوخت زیستی روغن پالم معمولاً برای ساخت بیودیزل با دیگر سوخت‌ها مخلوط می‌شود. بیو دیزل روغن پالم استاندارد N14212 اروپا را برای سوخت زیستی دریافت کرد. بزرگ‌ترین واحد تولید بیو دیزل روغن پالم در جهان در سال ۲۰۱۱ فنلاند بود که روغن بیو دیزل گیاهی را در سنگاپور افتتاح کرد. موضوع زباله‌های آلی است که در هنگام تولید روغن نخل ایجاد می‌شود؛ که شامل پوسته روغن نخل و خوشه‌های میوه روغن نخل است که می‌تواند برای تولید انرژی استفاده شود. این مواد زائد می‌تواند به پلت‌هایی برای استفاده سوخت زیستی تبدیل شوند علاوه بر این روغن پالم استفاده شده برای سرخ کردن غذا را می‌توان به متیل استرها برای سوخت زیستی تبدیل کرد. روغن پخت‌وپز برای بهبود شیمیایی در ایجاد یک بیودیزل شبیه به دیزل نفتی استفاده می‌شود. استفاده از روغن پالم در تولید بیو دیزل باعث نگرانی‌هایی در زمینهٔ ارجحیت سوخت نسبت به نیاز به غذا شده‌است که این منجر به سوء تغذیه در کشورهای در حال توسعه می‌شود. با توجه به گزارش‌ها انتشار یافته در سال ۲۰۰۸ مبنی بر بررسی‌های تجدید پذیر و انرژی پایدار روغن نخل به عنوان یک منبع پایدار برای غذا و سوخت زیستی مشخص شد. تولید روغن بیو دیزل پالم به عنوان تهدیدی برای تأمین روغن پالم خوراکی مطرح نیست. با توجه به مطالعاتی که در نشریه علوم و سیاست محیط زیست در سال ۲۰۰۹ منتشر شد.
بیودیزل پالم ممکن است تقاضا را برای روغن پالم در آینده افزایش دهد و منجر به گسترش تولید روغن پالم و در نتیجه افزایش عرضه مواد غذایی شود.

## ناپالم (ماده آتش‌زا)
نمک‌های آلومینیوم اسید پالمتیک و اسید نفتنیک در طول جنگ جهانی دوم برای تولید بمب ناپالم با هم ترکیب شده بودند (نفتنات آلومینوم و پالمتیات آمونیوم).

## فروش
با توجه به مجلهٔ تجارت جهانی نفت هامبورگ در سال ۲۰۰۸ تولید جهانی روغن‌ها و چربی‌ها ۱۶۰ میلیون تن بوده‌است. روغن پالم و روغن هسته پالم به‌طور مشترک بیشترین بخش را شامل می‌شد. در حدود ۴۸ میلیون تن یا %۳۰ از کل تولید. روغن سویا نیز حدود ۳۷ میلیون تن (۲۳٪) و در حدود %۳۸ روغن‌ها و چربی‌های تولید شده در جهان در سراسر اقیانوس حمل می‌شود. از ۳/۶۰ میلیون تن روغن و چربی‌های صادر شده در جهان، روغن پالم و روغن هسته پالم نزدیک به %۶۰ مالزی و ۴۵٪ از سهم بازار و بخش عمده از تجارت روغن پالم شامل می‌شود.

## مقررات خاص مواد غذایی
به‌تازگی از روغن پالم به عنوان یک «روغن گیاهی» یا یک «چربی گیاهی» بر روی برچسب‌های مواد غذایی در اتحادیه‌اروپا (EU) ذکر شده‌است. اتحادیه‌اروپا اعلام داشته که از سال ۲۰۱۵ در بسته‌بندی مواد غذایی اجازه استفاده از اصطلاح کلی «چربی گیاهی» یا «روغن گیاهی» در فهرست مواد تشکیل دهنده را نخواهد داد. در نتیجه تولیدکنندگان مواد غذایی ملزم شده‌اند که گونه خاص «چربی گیاهی» مورد استفاده را از جمله روغن پالم ذکر کنند.

## تولیدات کشورها
اندونزی:
اندونزی بزرگ‌ترین تولیدکننده روغن نخل فراتر از مالزی در سال ۲۰۰۶ است که تولید آن بیش از ۹/۲۵ میلیون تن است. اندونزی انتظار دارد که تا پایان سال ۲۰۳۰ تولید خود را دو برابر کند.
در پایان سال ۲۰۱۰۶۰٪ … به صورت روغن نخل خام صادر شده‌است. داده‌های FAO نشان می‌دهد که تولیدات میان سال‌های ۲۰۰۴ تا ۱۹۹۴ تا حدود بالای %۴۰۰ افزایش یافته‌است؛ که به بیش از ۶۶/۸ میلیون تن می‌رسد.
مالزی:در سال ۲۰۱۲ مالزی دومین تولیدکننده روغن پالم در جهان است. ۷۹/۱۸ تن روغن پالم خام در حدود ۵٬۰۰۰٬۰۰۰ هکتار (۱۹٬۰۰۰ مایل مربع) در زمین تولید می‌شود. اگر چه اندونزی روغن پالم بیشتری تولید می‌کند. اما مالزی بزرگ‌ترین صادرکننده روغن نخل در سال ۲۰۱۱ است که ۱۸ میلیون تن از محصولات روغن نخل است. چین، پاکستان، اتحادیه اروپا، هند و ایالات متحده وارد کنندگان اصلی محصولات روغن نخل مالزی می‌باشند.
نیجریه:
در سال ۲۰۱۱ نیجریه بزرگ‌ترین تولیدکننده روغن پالم بوده‌است که تقریباً ۲/۳ هکتار زیر کشت داشته‌است، همچنین در سال ۱۹۳۴ نیز این عنوان را در اختیار داشت و تولیدکنندگان در مقیاس‌های بزرگ و کوچک را در این صنعت دربرداشته‌است.
تایلند:
تایلند ۱٫۳میلیون تن روغن پالم خام در مساحت حدود ۵٬۷۰۰٬۰۰۰ هکتار تولید دارد. دولت تایلند پیشنهاد به گسترش زمین‌های زیر کشت برای مصارف تجاری به حدود ۱۰٬۰۰۰٬۰۰۰ هکتار تا سال ۲۰۱۷ را داده‌است
کلمبیا:
کلمبیا در سال ۱۹۶۰ نزدیک به ۱۸٬۰۰۰ هکتار زمین زیر کشت نخل داشته‌است. این کشور در حال حاضر به عنوان بزرگ‌ترین تولیدکننده نخل در آمریکا شناخته شده‌است و این عنوان را به خود اختصاص داده‌است. ۳۵٪ از محصولات حاصله را به عنوان سوخت زیستی (بیوفول) به کشورهای دیگر صادر می‌کنند. انجمن کشاورزان کلمبیا به نقل از FEDE PALM گزارش کرد:قرار است زمین‌های زیر کشت روغنی به ۱۰۰٬۰۰۰ میلیون هکتار توسعه یابد. به همین دلیل به همت دولت کلمبیا و سازمان توسعه بین‌المللی ایالت متحده آمریکا در حال خلع سلاح شبه نظامیان مستقر درزمین‌های زراعی می‌باشند. همچنین پیشنهاد شده در صورت موفقیت این طرح گسترش اراضی زراعی به ۷٬۰۰۰٬۰۰۰ هکتار تا سال ۲۰۲۰ خبر داده که شامل تولید روغن پالم نیز می‌باشد؛ که سازمان جهانی نخل‌های روغنی اظهار می‌کند که این طرح همچنان پایدار است. برخی از آمریکایی کلمبیای‌ها اظهار می‌کنند که برخی از این اراضی جدید به خاطر بیرون رانده شدن آن‌ها به علت فقر و خشکسالی از آن‌ها سلب مالکیت شده و به تصرف آن‌ها درآمده‌است و این در حالی است که نیروهای محافظ اراضی متهم به کشت کوکائین و قاچاق آن محصولات شده‌اند.
کشورهای دیگر: تصویرهای ماهواره‌ای نشان می‌دهد جنگل‌زدایی در بورنئو مالزی اجازه کشت و تولید خرما روغنی را فراهم کرده‌است.

## مصرف در صنایع غذایی
لبنیات
در ایران بعضی از کارخانه‌های لبنیاتی از روغن پالم (روغن گیاهی) برای پرچرب کردن محصولات لبنی مانند شیر پرچرب، ماست، پنیر استفاده کرده‌اند که از سوی وزارت بهداشت دولت یازدهم مصرف آن‌ها غیرمجاز اعلام شد.
شیرینی‌جات
در برخی از شیرینی‌ها و کیک جشن‌ها روغن پالم استفاده می‌شود.
شیر خشک نوزاد
در ایران در ساخت برخی از شیرهای خشک نوزادان نیز از روغن پالم استفاده شده‌است.

## روغن پالم در ایران
به گفته عباس پاپی زاده بالنگان عضو کمیسیون کشاورزی مجلس ایران نیمی از یک و نیم میلیون تن روغن وارداتی ایران یعنی هفتصد و پنجاه هزار تن را روغن پالم شامل می‌شود که ۵۰ هزار تن در صنایع لبنی و مابقی در دیگر صنایع غذایی به خورد مردم داده شده‌است.

## مصرف روغن پالم و تأثیر بر سلامت
نگرانی‌های بسیاری در جهان در ارتباط با تأثیر روغن پالم بر شیوع سرطان وجود دارد. تا جایی‌که اعلام نظر کمیتهٔ غذا و داروی اروپا در باب تأثیر روغن پالم موجود در شکلات‌های نوتلا بر شیوع سرطان سبب جمع‌آوری و محدودیت فروش آن در بسیاری از فروشگاه‌های اروپایی شد.

## تهدید زیست‌محیطی
بنابر گزارش بنیاد جهانی طبیعت، درختان مخصوص روغن نخل در ۱۲ میلیون هکتار زمین در جهان کاشته شده‌اند که وسعت آن به اندازهٔ یک سوم مساحت کشور آلمان می‌باشد. دو کشور مالزی و اندونزی ۸۵ درصد از تولید جهانی روغن نخل را در اختیار دارند. با توجه به گزارش صلح سبز، یکی از سریعترین جنگل‌زدایی‌های جهان در کشور اندونزی رخ می‌دهد.
در اندونزی هر ۱۵ ثانیه زمینی به اندازهٔ یک زمین فوتبال از جنگل نابود می‌شود که بیشتر مصارف جنگل زدایی ناشی از این کار جهت کشت نخل و تهیه و تولید روغن نخل می‌باشد. و نکتهٔ تاسف‌بار آن این است که این جنگل‌زدایی تغییرات آب و هوایی زمین را به میزان بسیاری وخیم‌تر می‌کند؛ زیرا کاشت این درختان در زمین‌های مرطوب و سرشار از کربن این مناطق سبب انتشار هر چه بیشتر گازکربنیک می‌شود. تاکنون ۹۰ درصد از جنگل‌های اندونزی، مالزی، برونئی و سوماترا در دو قرن گذشته بیشتر جهت تولید روغن نخل نابود شده‌است.

## بیشتر موادی که پالم دارند[۳۱]
نوتلا، 
فراورده لبنی صنعتی، 
شیرخشک، 
سوهان (شیرینی)، 
بستنی، 
مارگارین